# Rivetina iranica
Rivetina iranica es una especie de mantis de la familia Mantidae.

## Distribución geográfica
Se encuentra en Irán.